# Heinz Schiller
Heinz Schiller, švicarski dirkač Formule 1, * 25. januar 1930, Frauenfeld, Švica, † 26. marec 2007, Švica.
Heinz Schiller je pokojni švicarski dirkač Formule 1. V svoji karieri je nastopil le na dirki za Veliko nagrado Nemčije v sezoni 1962, kjer je z dirkalnikom Lotus 24 odstopil v četrtem krogu zaradi premajhnega pritiska olja. Umrl je leta 2007.

## Popoln pregled rezultatov Formule 1
(legenda) (odebeljene dirke pomenijo najboljši štartni položaj, poševne pa najhitrejši krog, †-uvrščen kljub odstopu)
| Leto | Moštvo             | Šasija   | Motor  | 1   | 2   | 3   | 4   | 5  | 6       | 7   | 8   | 9   | Prv | Toč |
| ---- | ------------------ | -------- | ------ | --- | --- | --- | --- | -- | ------- | --- | --- | --- | --- | --- |
| 1962 | Ecurie Filipinetti | Lotus 24 | BRM V8 | NIZ | MON | BEL | FRA | VB | NEM Ret | ITA | ZDA | JAR | -   | 0   |